# Thymen Arensman
Thymen Arensman (Deil, 4 december 1999) is een Nederlands wegwielrenner en veldrijder die sinds 2023 rijdt voor INEOS Grenadiers.

## Carrière

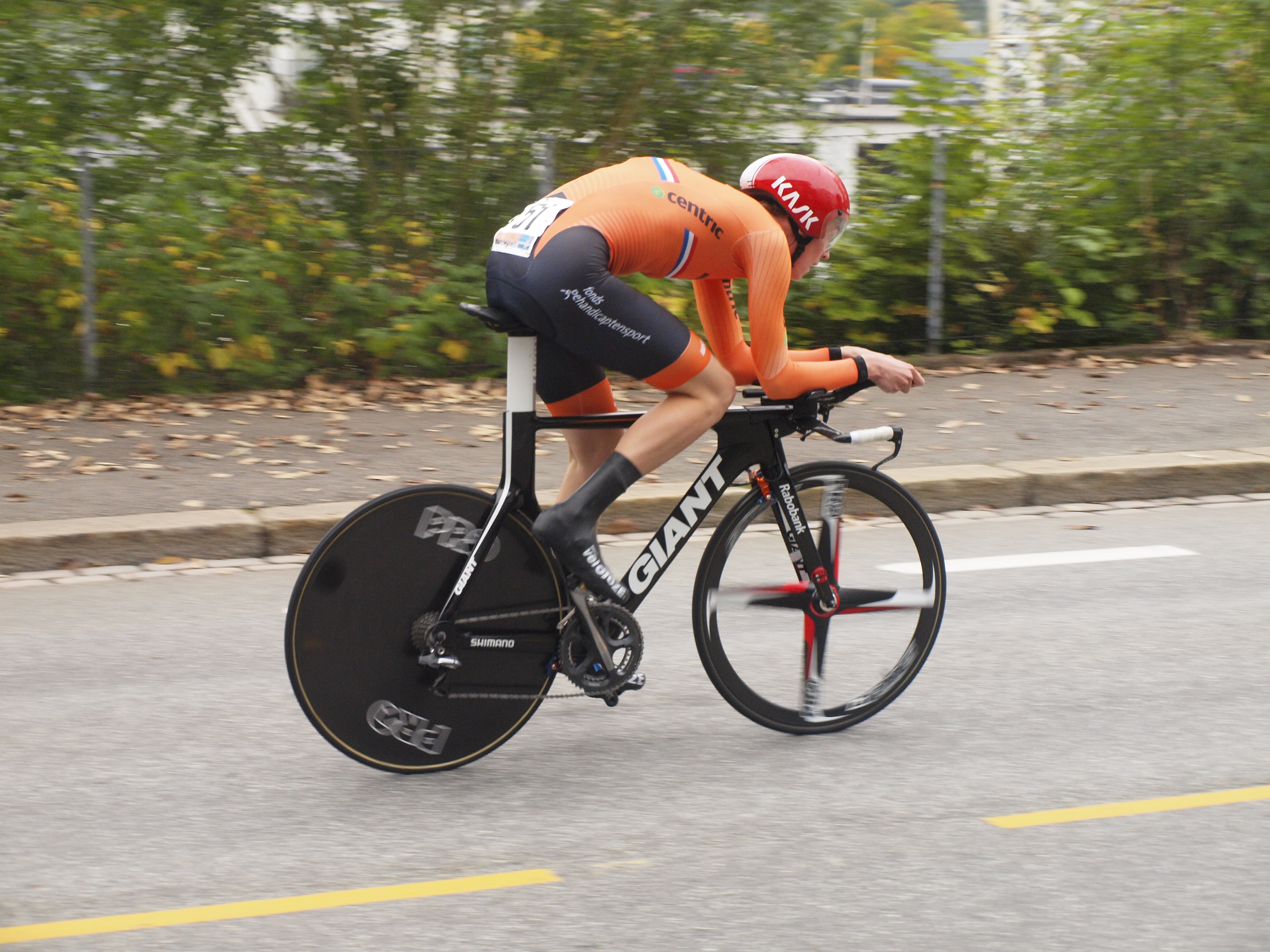
Arensman tijdens het WK tijdrijden 2017.

In januari 2017 won hij in Sint-Michielsgestel het Nederlands kampioenschap veldrijden voor junioren. In juli van datzelfde jaar won hij de 3e etappe van de Ronde van Opper-Oostenrijk voor junioren.
Vanaf 2018 reed hij voor de wielerploeg SEG Racing Academy. In dat jaar behaalde hij een tweede plaats in de Ronde van de Toekomst en een derde plaats in Parijs-Roubaix voor Beloften. Hij maakte vanaf augustus 2020 deel uit van Team Sunweb/Team DSM en reed voor dat team onder andere de Ronde van Spanje 2020.
In 2022 wist Arensman de koninginnenrit op Sierra Nevada in de Ronde van Spanje te winnen. Dit was zijn eerste ritoverwinning in een Grote Ronde. Eerder won hij de tijdrit in de Ronde van Polen, zijn eerste zege op UCI World Tour-niveau.
In september 2023 moest Arensman in de slotfase van de zevende etappe in de Vuelta opgeven. Na een zware val werd hij per brancard afgevoerd naar het ziekenhuis. Hoewel de verwondingen niet ernstig waren kon Arensman zich niks meer van de val herinneren.

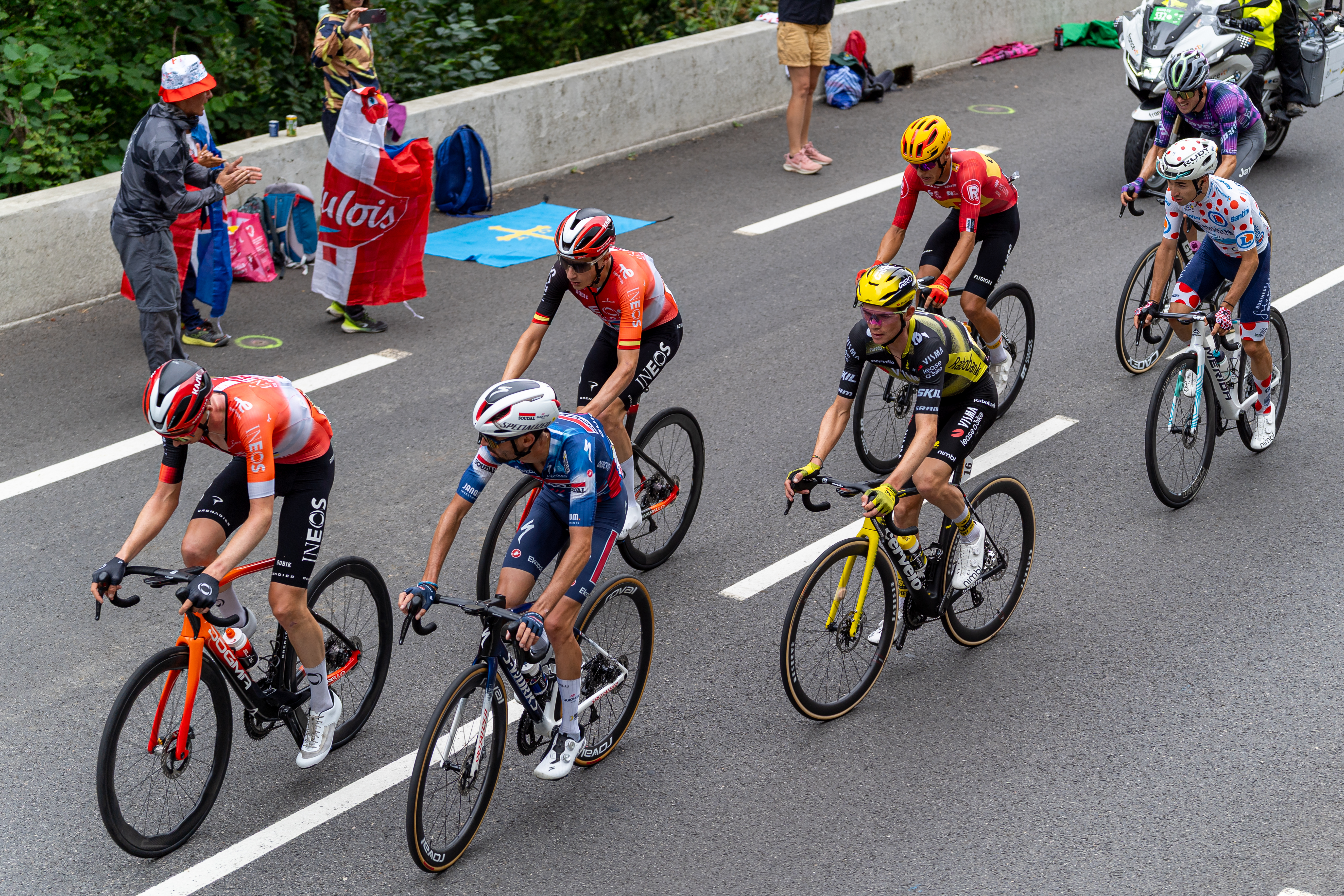
Arensman (links) in de kopgroep van de 14e etappe van de Ronde van Frankrijk 2025

Bij zijn debuut in de Ronde van Frankrijk in 2025 won Arensman de veertiende etappe met vier zware cols in de Pyreneeën. Hij reed zo'n 37 kilometer voor de eindstreep weg uit een kopgroep en kwam boven solo aan in Luchon-Superbagnères. Zes dagen later won Arensman in de Alpen zijn tweede etappe in deze Tour. In de negentiende etappe hield hij amper twee seconden over op Jonas Vingegaard en Tadej Pogačar aan de eindstreep in La Plagne. Eerder in de Ronde van Frankrijk van 1976 won zijn landgenoot Joop Zoetemelk ook twee bergritten, maar Arensman is de eerste Nederlander die in één Tour een bergrit in de Pyreneeën én in de Alpen wist te winnen.

## Overwinningen

### Wegwielrennen
2017
 Nederlands kampioenschap tijdrijden, junioren
3e etappe Ronde van Opper-Oostenrijk, junioren
2021
Jongerenklassement Ronde van Romandië
2022
Jongerenklassement Ronde van de Alpen
6e etappe Ronde van Polen
15e etappe Ronde van Spanje
2025
4e etappe Ronde van de Alpen
14e en 19e etappe Ronde van Frankrijk

## Resultaten in voornaamste wedstrijden
| Jaar | Ronde van Italië | Ronde van Frankrijk | Ronde van Spanje |
| ---- | ---------------- | ------------------- | ---------------- |
| 2020 |                  |                     | 41e              |
| 2021 |                  |                     | 61e              |
| 2022 | 18e              |                     | 5e (1)           |
| 2023 | 6e               |                     | opgave           |
| 2024 | 6e               |                     | opgave           |
| 2025 | 29e              | 12e (2)             |                  |

| Jaar | Luik-Bast.‑Luik | Ronde van Lombardije | Waalse Pijl | Strade Bianche |
| ---- | --------------- | -------------------- | ----------- | -------------- |
| 2020 | opgave          |                      | 99e         |                |
| 2021 |                 | 88e                  | 49e         | 116e           |
| 2022 |                 | 75e                  |             |                |
| 2023 |                 |                      |             |                |
| 2024 |                 | 15e                  |             | opgave         |
| 2025 |                 |                      |             |                |

### Resultaten in andere etappekoersen
| Jaar | Ronde van de VAE | Parijs-Nice | Tirreno-Adriatico | Ronde van Catalonië | Ronde van Romandië | Ronde van Zwitserland | Ronde van Polen |
| ---- | ---------------- | ----------- | ----------------- | ------------------- | ------------------ | --------------------- | --------------- |
| 2020 |                  |             |                   |                     |                    |                       |                 |
| 2021 | 45e              |             |                   | 101e                | 11e                | 55e                   |                 |
| 2022 | 16e              |             | 6e                |                     |                    | opgave                | ↑ (1)           |
| 2023 |                  |             | 22e               |                     |                    |                       | 49e             |
| 2024 |                  |             | 6e                |                     | 27e                |                       |                 |
| 2025 |                  | ↑           |                   |                     |                    |                       |                 |

(*) tussen haakjes aantal individuele etappeoverwinningen

### Veldrijden
2015
 Nederlands kampioenschap, nieuwelingen
2017
 Nederlands kampioenschap, junioren
2018
 Nederlands kampioenschap, belofte
1e Koppenbergcross, junioren
2022
1e Kerstcross Norg

## Ploegen
- 2018 –  SEG Racing Academy
- 2019 –  SEG Racing Academy
- 2020 –  SEG Racing Academy (tot 30 juni)
- 2020 –  Team Sunweb (vanaf 1 juli)
- 2021 –  Team DSM
- 2022 –  Team DSM
- 2023 –  INEOS Grenadiers
- 2024 –  INEOS Grenadiers
- 2025 –  INEOS Grenadiers

Arensman (vanaf 1 juli) · Arndt · Benoot · Bol · Dainese · Denz · Donovan · Eekhoff · Gall · Haga · Hamilton · Hindley · Hirschi · Kanter · Kelderman · A. Kragh Andersen · S. Kragh Andersen · Matthews · Nieuwenhuis · Oomen · Pedersen · Power · Roche · Salmon · Storer · Stork · Sütterlin · Tusveld · Van Wilder · Vermaerke (stagiair)
Arensman · Arndt · Bardet · Benoot · Bol · Brenner · Combaud · Dainese · Denz · Donovan · Eekhoff · Gall · Haga · Hamilton · Hindley · Kanter · A. Kragh Andersen · S. Kragh Andersen · Leknessund · Markl · Nieuwenhuis · Pedersen · Roche · Salmon · Storer · Stork · Sütterlin · Tusveld · Vermaerke · Van Wilder
Arensman · Arndt · Bardet · Bittner (vanaf 1/8) · Bol · Brenner · Combaud · Dainese · Degenkolb · Denz · Donovan · Eekhoff · Hamilton · Heinschke · Hvideberg · A. Kragh Andersen · S. Kragh Andersen · Leknessund · Markl · Mayrhofer · Naberman · Nieuwenhuis · Pedersen · Rodenberg · Stork · Tusveld · van Uden (vanaf 1/8) · Vandenabeele · Vermaerke · Welsford